# Penda af Mercia
Penda (død 15. november 655) var en angelsaksisk konge af Mercia i 600-tallet. Penda var hedning på et tidspunkt, hvor kristendommen var ved at gøre sit indtog i mange angelsaksiske kongeriger, og Penda overtog Severn Valley i 628 efter slaget ved Cirencester før han deltog i sejren over den magtfulde Northumbrianske konge Edwin under slaget ved Hatfield Chase i 633.
Ni år senere besejrede og dræbte Edwins senere efterfølger, Oswald, under slaget ved Maserfield; fra dette tidspunkt var han sandsynligvis den mest magtfulde angelsaksiske hersker på dette tidspunkt, og han lagde grundlaget for det mercianske overherredømme over den angelsaksiske heptarki. Han besejrede East Angles flere gange og sendte Cenwalh kong af Wessex i eksil i tre år. Han fortsatte med at føre krig mod Bernicia i Northumbria. Tretten år efter slaget ved Maserfield led han et knusende nederlag til Oswalds efterfølger og bror Oswiu, og han blev dræbt under slaget ved Winwaed i den togtet mod bernicianerne.